# 1938-as síkvízi kajak-kenu világbajnokság
Az 1938-as síkvízi kajak-kenu világbajnokságot a svédországii Vaxholmban rendezték 1938-ban. Ez volt a legelső kajak-kenu világbajnokság. A magyar csapat az éremtáblázaton az ötödik helyezést érte el összesítésben, holtversenyben a lengyel csapattal.

## Éremtáblázat
*   Rendező
  *   Magyarország
| Helyezés | Ország        | Arany | Ezüst | Bronz | Összesen |
| -------- | ------------- | ----- | ----- | ----- | -------- |
| 1.       | Svédország    | 5     | 3     | 2     | 10       |
| 2.       | Németország   | 4     | 6     | 5     | 15       |
| 3.       | Csehszlovákia | 2     | 1     | 2     | 5        |
| 4.       | Finnország    | 1     | 0     | 0     | 1        |
| 5.       | Magyarország  | 0     | 1     | 0     | 1        |
| 5.       | Lengyelország | 0     | 1     | 0     | 1        |
| 7.       | Dánia         | 0     | 0     | 1     | 1        |
| Összesen | Összesen      | 12    | 12    | 12    | 36       |

## Eredmények

### Férfiak, kenu
| Versenyszám | Arany                                             | Arany   | Ezüst                                             | Ezüst   | Bronz                                              | Bronz   |
| ----------- | ------------------------------------------------- | ------- | ------------------------------------------------- | ------- | -------------------------------------------------- | ------- |
| C1 1000 m   | Otto Neumüller · Németország                      | 6:45,8  | Hans Wiedemann · Németország                      | 6:51,4  | Bohumil Sládek · Csehszlovákia                     | 7:11,7  |
| C2 1000 m   | Rupert Weinstabl · Karl Proisl · Németország      | 5:47,3  | Bohuslav Karlík · Jan Brzák-Felix · Csehszlovákia | 5:52,3  | Václav Mottl · Zdeněk Škrland · Csehszlovákia      | 5:54,4  |
| C2 10 000 m | Bohuslav Karlík · Jan Brzák-Felix · Csehszlovákia | 52:38,7 | Rupert Weinstabl · Karl Proisl · Németország      | 53:06,5 | Christian Holzenberg · Heinz Jürgens · Németország | 54:12,4 |

### Férfiak, kajak
| Versenyszám               | Arany                                                                             | Arany   | Ezüst                                                                   | Ezüst   | Bronz                                                                               | Bronz   |
| ------------------------- | --------------------------------------------------------------------------------- | ------- | ----------------------------------------------------------------------- | ------- | ----------------------------------------------------------------------------------- | ------- |
| K1 1000 m                 | Karl Widmark · Svédország                                                         | 5:03,2  | Helmut Cämmerer · Németország                                           | 5:05,9  | Gregor Hradetzky · Németország                                                      | 5:06,4  |
| K1 10 000 m               | Karl Widmark · Svédország                                                         | 46:42,8 | Czeslav Sobieraj · Lengyelország                                        | 47:35,6 | Egon Nilsson · Svédország                                                           | 48:10,7 |
| K1 10 000 m, összerakható | Arne Bogren · Svédország                                                          | 51:48,8 | Balatoni Kamill · Magyarország                                          | 51:49,7 | Günter Nowatzky · Németország                                                       | 51:59,3 |
| K2 1000 m                 | Helmut Triebe · Hans Eberle · Németország                                         |         | Kurt Boo · Hans Berglund · Svédország                                   |         | Poul Larsen · Vagn Jørgensen · Dánia                                                |         |
| K2 10 000 m               | Gunnar Johansson · Berndt Berndtsson · Svédország                                 | 43:29,9 | Helmut Triebe · Hans Eberle · Németország                               | 44:06,6 | Adolf Kainz · Karl Maurer · Németország                                             | 44:21,1 |
| K2 10 000 m, összerakható | Carl-Gustav Hellstrandt · Erik Helsvik · Svédország                               | 47:11,5 | Sven Johansson · Erik Bladstörm · Svédország                            | 47:37,7 | Kurt Kreh · Johann Fuchs · Németország                                              | 48:10,7 |
| K4 1000 m                 | Ernst Kube · Heini Brüggemann · Ernst Strathmann · Heine Strathmann · Németország | 4:08,2  | Hans Rein · Josef Reidel · Albert Schorn · Karl Aulenbach · Németország | 4:08,8  | Roland Karlsson · Göte Carlsson · Gunnar Johansson · Berndt Berndtsson · Svédország | 4:10,5  |

### Nők
| Versenyszám | Arany                                              | Arany  | Ezüst                                         | Ezüst  | Bronz                                | Bronz  |
| ----------- | -------------------------------------------------- | ------ | --------------------------------------------- | ------ | ------------------------------------ | ------ |
| K1 600 m    | Maggie Kalka · Finnország                          | 3:26,0 | Maj-Britt Bergqvist · Svédország              | 3:30,3 | Bodil Thirstedt · Dánia              | 3:32,2 |
| K2 600 m    | Marta Pavlisová · Marie Zvolánková · Csehszlovákia | 3:05,2 | Josefa Köster · Elizabeth Kropp · Németország | 3:05,5 | Ruth Lange · Bodil Thirstedt · Dánia | 3:06,9 |

## A magyar csapat
Az 1938-as magyar vb keret tagjai:
| K1 10 000 m, összerakható | Balatoni Kamill | Ezüstérem |

A csapat tagja volt Cseh Gábor, aki betegsége miatt nem indult el a versenyen